# Vavincourt
Vavincourt település Franciaországban, Meuse megyében. Lakosainak száma 532 fő (2022. január 1.). Vavincourt Behonne, Chardogne, Les Hauts-de-Chée, Érize-la-Brûlée, Naives-Rosières, Rumont és Seigneulles községekkel határos.

## Népesség
A település népessége az elmúlt években az alábbi módon változott:
| Lakosok száma | 445  | 464  | 471  | 456  | 491  | 501  | 514  | 525  | 527  | 532  |
|               | 1968 | 1982 | 1990 | 2006 | 2013 | 2015 | 2017 | 2019 | 2020 | 2022 |